# Montecatini International Short Film Festival
Montecatini International Short Film Festival è un festival cinematografico che si svolge annualmente nella città toscana. È il festival di cortometraggi più antico d'Italia.
Nasce con l'obiettivo di porsi come punto di riferimento del cinema indipendente in Italia e vanta tra i premiati e i numerosi ospiti d'onore che hanno arricchito la sua storia, personaggi tra i più grandi del panorama cinematografico e culturale italiano e internazionale, come Alessandro Blasetti, Alberto Sordi, Giulietta Masina, Dacia Maraini, Nanni Moretti, Pupi Avati, Marco Bellocchio, Ferzan Özpetek, Rutger Hauer, Dario Argento, Giancarlo Giannini ed Enrico Vanzina.

## Storia
Nasce nel 1949 a Montecatini Terme come manifestazione dedicata ai corti documentari. Nel 1959 al Concorso Nazionale venne affiancata la prima Rassegna internazionale.
Negli anni 80 la manifestazione  con la Federazione italiana dei cineclub supera i confini nazionali raccogliendo alcuni materiali per alcune opere ma mai arrivate al pubblico a causa di alcune censure. Nel 1981 per la prima volta la mostra ebbe un proprio comitato organizzatore e marchio nascendo la mostra internazionale, la rassegna convegno e la rassegna video. Per le seguenti quattro edizioni il festival viene diretto da Romano Fattorossi, poi tre anni con Adriano Asti fino al 2001 con Claudio Bertieri e Ernesto G. Laura, e negli ultimi dieci anni da Giancarlo Zappoli. La mostra ha ricevuto il Patrocinio della Presidenza della Repubblica ed è stata valutata dal Ministero per i Beni e le Attività Culturali "iniziativa di interesse culturale nazionale", raggiungendo un successo internazionale. Dal 1991 viene assegnato il Premio Airone d'oro; negli anni è stato assegnato a persone del calibro di Bruno Bozzetto, Marcel Carné, Alida Valli, Luciano Emmer tra gli altri.
Nell'edizione dell'anno 2000 sono presenti 49 paesi. Nel 2009 - sotto la presidenza di Angelo Tantaro - è stato conferito alla manifestazione il premio di rappresentanza della Presidenza della Repubblica e il Premio "Progetto Speciale " del MiBAC dall'allora Ministro Sandro Bondi.

## I presidenti
- 1949-62: Tito Marconi[5]
- 1963-65: Michele Tufaroli-Luciano
- 1966-74: Gianni De Tomasi
- 1975-81: Adriano Asti
- 1980-90: Giuliano Birindelli
- 1982-86: Giorgio Garibaldi
- 1987-88: Adriano Asti
- 1989-92: Giovanni Icardi
- 1991: Minos Gori
- 1992-2001: Giacomo Crocè[6]
- 1993-2011: Massimo Maisetti
- 2002: Giulia Zoppi
- 2003-05: Rolf Mandolesi
- 2006-08: Giorgio Sabbatini[7]
- 2009-10: Angelo Tantaro
- 2011: Luca Deandrea[8]
- 2012-2020: Marcello Zeppi[9]

## Il logo
Il logo del festival fu realizzato e donato alla FEDIC dal grande illustratore, animatore e scenografo Emanuele Luzzati. Esso rappresenta un airone (emblema di Montecatini) stilizzato, composto da frammenti di antiche pellicole di film colorate a mano, mentre è in volo trasportando col becco un luccicante e moderno nastro di pellicola.